# Univerza v Novem mestu Fakulteta za zdravstvene vede
Fakulteta za zdravstvene vede Novo mesto (prej Visoka šola za zdravstvo Novo mesto) v Novem mestu je članica Univerze v Novem mestu. Šola je bila ustanovljena leta 2007, ustanovitelj je Visokošolsko središče Novo mesto. Trenutna dekanja je doc. dr. Nevenka Kregar Velikonja.

## Programi
Na 1. stopnji šola izvaja program Zdravstvena nega, na 2. stopnji pa program Vzgoja in menedžment v zdravstvu.